# Десни
Десни или гингива (лат. gingivae) су део мастикаторне слузокоже која прекрива алвеоларне наставке горње и доње вилице. Дели се на слободну (маргиналну) и припојну гингиву.

## Слободна гингива
Слободна гингива није припојена за поглогу и она попут крагне обавија врат зуба. Обично је светлољубичасте боје, таласаста је и висока око 0,5-2 mm. Простор између гингиве и зуба назива се гингивални сулкус. То је капиларни простор чији спољашњи зид гради слободна гингива, унутрашњи зид чини глеђ зуба, а дно сулкуса припојни епител. Припојни епител је плочастослојевит епител састављен од 10-20 слојева ћелија, а његова висина износи 0,25-1,35 mm. Он је за зуб фиксиран помоћу епителног припоја, кога сачињавају специјализована мембрана и хемидезмозом.

#### Интердентална гингива
Део слободне гингиве локализован између површина два суседна зуба се назива интердентална или гингивална папила. Она попуњава троугласте просторе (лат. tremata) између зуба.

## Припојна гингива
У апикалном смеру слободна прелази у припојну гингиву која је чврсто припојена за подлогу, и нешто је резилијентнија (угибљивија) и црвенија у односу на слободну гингиву. Прелаз између њих је означен тзв. „гингивалном браздом“.
На деснима се разликују спољашња и унутрашња страна, и слободна ивица. Спољашња страна одговара трему (вестибулуму) усне дупље и она прелази у слузокожу усана и образа. Унутрашња страна се налази у правој усној дупљи и она се наставља на слузокожу непца и подјезичне регије. Слободна ивица је назупчена, а зупци представљају поменуте међузубне папиле које попуњавају просторе између зуба.
Слузокожа десни се одликује дебљином и присуством бројних везивних влакана. Изграђена је од лагано орожналог вишеслојног плочастог епитела, а мањим делом и од епитела паракератотичног типа. Мастикаторна слузокожа је иначе густа и чврсто фиксирана у усној дупљи, па може да поднесе јаке силе трења које настају у току ингестије. У деснима нису присутне никакве жлезде, али је зато одликује богатство судовних папила (висине 0,7 mm) због чега су десни подложне крварењу.

## Васкуларизација и инервација
У горњој вилици крв доспева у десни преко следећих артерија: a. alveolaris superior posterior, a. infraorbitalis и a. palatinae major. Десни доње вилице су снабдевене преко: a. alveolaris inferior, a. facialis и a. sublingualis.
Венски судови који одводе крв из десни се уливају у горњовиличне и фацијалне вене.
У инервисању горње гингиве учествују гране горњег зубног сплета и огранци живаца n. nasopalatinus и n. palatinus major. У доњој вилици се укључују доњи зубни сплет и гране n. buccalis, n. mentalis и n. lingualis (који инервише читаву унутрашњу страну десни доње вилице.

## Упала десни
Међу најраспростањенијим болестима савременог човека су каријес и пародонтопатија. Болести пародонта су често споре и неприметне, а први симптоми се односе на упалу зубног меса (гингивитис). Гингивитис настаје као последица лоше оралне хигијене, таложења зубног плака и других меких наслага, зубног каменца и сл. Такође може да се јави у трудноћи, менопаузи, за време пубертета, као последица анемије и шећерне болести и као нуспојава употребе неких медикамената. Гингивитис се манифестује отеченим деснима које спонтано или на најмањи додир крваре, променом боје слузокоже (из ружичасте у црвену), болом и др.
Гингивитис се најчешће јавља у детињству, периоду адолесценције и код жена (усред хормоналних варијација у предменструалном циклусу и трудноћи). То је реверзибилан процес, који се успешно лечи уклањањем узрока болести и спровођењем правилног режима оралне хигијене. Ако је гингива дуже време отечена и упаљена, долази до рецесије (повлачења) десни, губитка коштане масе (ресорпције), огољавања вратова зуба и стварања „пародонталних џепова“. Дакле има хроничан прогресиван ток, који се код нелечених случајева углавном завршава потпуним губитком потпорних структура зуба, његовим климањем и губитком.